# Tašk
Tašk (perz. طشک) je slano jezero u pokrajini Fars na jugu Irana, oko 70 km istočno od Širaza. Jezero je smješteno u aluvijalnoj kotlini podno Zagrosa i ima površinu do 313 km², dubinu do 1,0 m i zapremninu do 31 milijuna m³, no navedene vrijednosti mogu bitno oscilirati ovisno o godišnjem dobu ili sušama zbog kojih ponekad potpuno presuši. Tašk je u uskoj hidrološkoj interakciji sa susjednim Bahteganom na sjeveru i za vrijeme visokog vodostaja povremeno čine homogenu vodenu masu. Nadmorska visina jezera iznosi 1525 m, a vodom se napaja prvenstveno pomoću rijeke Kor i izvora Gunban. Tašk i Bahtegan staništem su brojnim biljnim i životinjskim vrstama zbog čega su 23. lipnja 1975. godine proglašeni ramsarskim područjem odnosno utočištem za divljač.

## Zemljopis
Tašk se nalazi u jugoistočnom dijelu Zagrosa odnosno u tektonskoj kotlini koja se usporedno s planinskim lancem pruža u smjeru sjeverozapad-jugoistok i tektonski je oblikovana tijekom mezozoika. Geološka podloga aluvijalne kotline koja obuhvaća Bahtegan i Tašk jedinstvena je u odnosu na okolicu s obzirom na to da je sastavljena je od ofiolitnog melanža. Omeđena je planinama Kuh-e Han (3190 m) i Kuh-e Šir-Hvan (m) na sjeveru, Kuh-e Hane-Ket (2972 m), Kuh-e Meli-Bahar (2507 m) i Kuh-e Hani (2527 m) na zapadu, Kuh-e Pandž-Angošt (2810 m) i Kuh-e Galu-Bakal (3408 m) na jugu, te Kuh-e Horasani (2592 m), Kuh-e Sar-Sefid (2970 m), Kuh-e Čekav (2322 m) i Rovšan-Kuh (3248 m) na istoku. Nadmorska visina Taška istovjetna je Bahteganu i iznosi 1525 m.
Oblik Taška konveksan je prema sjeveru i proteže se duljinom od 55 km, a širina mu oscilira od 2,0 do 13 km. Površina Taška kao samostalnog jezera kreće se do 313 km², no za vrijeme kišnih zima ponekad se preko delte Kora na jugozapadu ili istočnih ravnica spaja s Bahteganom i zajedno čine tzv. Nejriško jezero površine do 1810 km². Ovaj se fenomen spominje u djelima ranoislamskih zemljopisaca poput Istahrija, Ibn Havkala i Mukadasija što svjedoči da je kroz povijest bio znatno izraženiji jer je regija bila slabije naseljena i voda nije korištena za navodnjavanje u današnjoj mjeri. Krajnji istočni i zapadni litoralni pojas jezera proteže se preko aluvija i vrlo je blagog nagiba, dok se ostatak obale nalazi uz planine i strmijeg je nagiba.
Između Taška i Bahtegana nalazi se planina Pičakun (2447 m) koja za vrijeme visokog vodostaja odnosno njihovog dvostrukog spajanja postaje otokom približne površine od 400 km², dok današnji stalni otoci u Tašku uključuju Gunban (1,7 km²), Kalat-e Zire (0,4 km²), Kuh-e Zire (0,9 km²) i Nargesk (4,3 km²). Ravnice oko dvaju jezera predstavljaju neka od najstarijih poljoprivrednih područja svijeta, a između 1960. i 2010. godine zabilježen je porast stanovništva s 44.000 u četiri grada na 200.000 u 16 gradova. Najveći grad uz Tašk je grad Abade-Tašk, a ostala manja obalna naselja uključuju Dar-Džave, Kuškak, Džahanabad, De-Zir, Džazin, Safiabad, Sofli, Kavamabad i Hasanabad.

## Hidrologija
Kotlina Taška i Bahtegana predstavlja žarište tzv. Nejriškog slijeva, jednog od osam unutrašnjih sljevova Iranske visoravni koji obuhvaća porječje rijeke Kor (280 km) na sjeverozapadu i površina mu iznosi od 26.440 do 28.234 km². Njegove razvodnice određene su planinama Zagrosa i dijele ga od slijeva Zajande-Ruda na sjeveroistoku, Maharlua na zapadu, te Perzijskog zaljeva na jugu. Osim sjevernih rukavaca Kora, Tašk napaja i bogati izvor Gunban odnosno niz manjih izvora čiji se salinitet kreće od oligohalinskog do mezohalinskog stupnja. Za vrijeme srednjeg vodostaja najveća dubina jezera iznosi svega 1,0 m. Podloga Taška sastoji se od aluvijalnog mulja, sapropela i pijeska koje nanosi Kor.
Izgradnjom brana na Koru i njegovom glavnom pritoku Sivandu tijekom 2000-ih godina došlo je do bitnog smanjenja istjeka odnosno opadanja razine dvaju jezera. Rast broja stanovnika i gospodarski razvoj tijekom posljednjih pola stoljeća doprinijeli su i drugim pogubnim trendovima po jezero − broj bunara povećao se s 5000 na 20.000, površina poljoprivrednih zemljišta s 223.000 na 580.000 ha, te potrošnja vode s 1,59 na 4,0 milijarde m³.
Kotlinom prevladava vruća pustinjska klima (BWh) sa suhim ljetima i blagim zimama. Količina padalina iznosi 100-250 mm u nizinama odnosno 250-400 mm u višim planinskim predjelima. Najučestalije su od prosinca do veljače, a mraz i snijeg vrlo su rijetki. Tašk se vodom napaja isključivo tijekom zime i ranog proljeća jer za vrijeme ljeta donji tok Kora u potpunosti presuši zbog aktivnog navodnjavanja. Dvije velike suše iz 1934. i 1971. godine dovele su do potpunog pražnjenja jezera, osim manjih izoliranih zona uz riječnu deltu Kora odnosno uz izvor Gunban. Salinitet Taška podložan je velikim oscilacijama i kreće se od oligohalinskog uz navedene pritoke do hiperslanog stupnja na krajnjim istočnim dijelovima.

## Flora i fauna
Tašk je oligotrofsko jezero i staništem je gustoj podvodnoj vegetaciji uključujući alge, mriješnjake (Ruppia maritima, Althenia filiformis) i parožine (Chara canescens, Lamprothamnium aragonensis), osobito u područjima relativno niskog saliniteta. Među fitoplanktonima prevladavaju dijatomeje (Nitzschia), a kod obalne vegetacije tamarisi, jurčice i sukulente (Cressa cretica, Salicornia). Uz riječnu deltu Kora s pripadajućim močvarama na zapadnoj obali odnosno kod sjevernog izvora Gunban prisutne su šiljovke, trske, lobodnjače i razne trave. Isti tip biljnog pokrivača nekad je dominirao u močvarama Kamdžana istočno od Taška, no one su danas uglavnom isušene i njihovo se tlo koristi za uzgoj riže, ječma, pamuka, šećerne repe i voća. Stepskim područjem između dvaju jezera i na njihovim otocima dominiraju rodovi Artemisia i Astragalus, te badem i pistacija.
| Crvena lisica(Vulpes vulpes)  |  | Crvena lisica(Vulpes vulpes)         |
| Crvena lisica (Vulpes vulpes) |  | Orao štekavac (Haliaeetus albicilla) |

Zooplanktoni jezera uključuju trepetljikaše (Fabrea salina) i krednjake (Streblus beccarii), a najzastupljeniji nanoplankton je parazitna protozoa. Kolnjaci prvenstveno uključuju Brachionus plicatilis i Hexartha fennica, iako postoji i više drugih vrsta. Rakovi i veslonošci također su rasprostranjeni i njihova je koncentracija bitno određena stupnjem saliniteta, dok ljuskari i oblići predstavljaju faunu jezerskog dna. Ostale zastupljene vrste su Artemia salina, Apocyclops dengizicus, Diaptomus salinus i Eucypris inflata.
U užoj okolici Taška i Bahtegana zabilježeno je najmanje 220 vrsta ptica. Među njima prevladavaju vodarice, osobito patke i karipski plamenci koje se tijekom zime nakupljaju u desecima tisuća. Ostale zastupljenije vrste ptica uključuju bijele rode, crne ibise, sive guske, utve i sive ždralove. Dalmatinski pelikan i pjegava patka također su redoviti gosti na Tašku, osobito za vrijeme visokih vodostaja. Veliki broj vodarica posjećuje jezero za vrijeme migracija, a među selice spadaju mala štijoka, vlastelica, modronoga sabljarka i bjelorepi vivak. Tijekom ljetnih mjeseci povremeno se pojavljuju i crna roda odnosno pustinjski sokol, a kroz zimu orao štekavac, eja močvarica, kraljevski orao i orao klokotaš. Usprkos ekološkim promjenama u obližnjim močvarama Kamdžana, područje od 10.000 ha i dalje pruža idealne uvjete za obitavanje raznim vrstama ptica vodarica poput bijelih roda, crnog ibisa i crnorepe muljače. Nova močvarna područja razvila su se uz dva kanala koja spajaju Kor i Tašk, a u njima se hrane patkarice koje uglavnom obitavaju nad jezerima.
Na obalama Taška redovito obitava i više vrsta sisavaca − sivi vuk, zlatni čagalj, crvena lisica, mrki medvjed, prugasta hijena, karakal, prašumska mačka, leopard, vepar, perzijska gazela, divlja koza i divlja ovca. U jezeru je zabilježena samo jedna vrsta ribe − Aphanias sophiae iz porodice Cyprinodontidae. Staništa ove slatkovodne vrste su područja nižeg saliniteta kao što su ušća jezerskih pritoka.

## Poveznice
- Zemljopis Irana
- Popis iranskih jezera